# Sobědražský potok
Sobědražský potok je menší vodní tok v Táborské pahorkatině, levostranný přítok Jickovického potoka v okrese Písek v Jihočeském kraji. Délka toku měří 2 km, plocha povodí činí 5,78 km².

## Průběh toku
Potok pramení v Sobědražském lese pod kopcem U Pomníku (513 m) východně od Sobědraži, části Kostelce nad Vltavou, v nadmořské výšce 483 metrů a teče západním směrem. V Sobědraži potok zprava přijímá bezejmenný potok přitékající ze severu. Západně od Sobědraži se Sobědražský potok zleva vlévá do Jickovického potoka v nadmořské výšce 427 metrů.